# Stoke Newington
Stoke Newington – dystrykt Londynu, leżąca w gminie London Borough of Hackney. Stoke Newington jest wspomniana w Domesday Book (1086) jako Neutone.
Znajduje się tu m.in. elżbietański kościół św. Marii.